# 建饶镇
建饶镇，是中华人民共和国广东省潮州市饶平县下辖的一个乡镇级行政单位。

## 行政区划
建饶镇下辖以下地区：
饶南村、和里洞村、杨梅坪村、卓村、黄村、石坛村、饶中村、亚塘村、中团村、秀溪村、白花洋村、锡坑村、车岭村、林屋村和麻寮村。

## 信仰
白花洋村
- 赐福宫:供奉三王爷

麻寮村
- 天公庙:供奉天公
- 水口宫:供奉王爷

下城村
- 龙神宫:供奉龙树公

上城村
- 上清宫:供奉王爷

## 姓氏由來
刘姓， 始祖開七公，南宋居福建汀州寧化石壁村。六世祖文和公，初居饒平元歌都新安寨，今饒洋赤棠村。八世祖建阳公，先从饶平县石井乡迁居汫洲乡，最后创居海阳县溪口乡（今浮山溪口），成为今潮安溪口刘氏的开基祖。十一世祖熊公，字信卿，妣林氏，原住潮州溪口。于明洪武十五年壬戌（公元1382年）与林氏定居于饶平扬康创基立业，为饶平扬康开基祖。裔孫从饶平新丰扬康迁徙饶平建饶镇上城村开村。
邱姓， 邱氏先祖三五郎由福建宁化县迁居上杭大拔城前。裔孫迁徙至福建省漳州诏安县秀篆大坪，邱德隆三子邱禹。邱禹奉朝父母之命于成化末年迁诏安秀篆庵前。裔孫十三郎公自诏安秀篆庵前迁徙饶平建饶镇大輋村开村，世居村民为邱氏。
邱姓， 邱氏从广东饶平县饶洋镇水西村移此地聚居而形成，因村后背山的山势象牛角形而得名。20世纪90年代因饶平县在该村建水库，村民顾全大局，于1993年底移民到锡坑村新屋埔居住。村名沿用原来的村名，牛角笼（移民）村仍然归属卓村村委会管辖。牛角笼村（移民村），位于建饶镇南面，距镇政府3公里，面积0.6平方公里。始建于清朝雍正 （1723-1735）年间。
林姓， 宋末元初林昉(號評事)第六世孫林彥亨親疏兄弟八人，由福建汀州寧化縣漁溪上鏡鄉遷廣東海陽縣弦歌都水口社坪上鄉，孫林彥亨子林根德（林五十九）後又遷饶平县石頭鄉金場嶺安石樓(今饒洋鎮石頭村)開基。林根德長子林大一，林大一裔孫分派洋尾、石頭林老屋、建饒林屋。
詹姓， 六十一世祖大任公，生兩子：次祀(六十二祖)，從福建寧化石壁村遷往江西廣昌。祀生勉（六十三祖）。勉生二子：長五十郎學傳（六十四祖）。六十四世祖五十郎公諱學傳（1101-1189），字成宗，號正鋒。北宋欽宗丙午年（1126年），社會動盪，南遷移居廣東大埔茶陽長窖村。學傳公是開基粵東、閩西南始祖。六十九世祖肇熙公，行三五郎，諱上弦，字東潞，號維明，生於南宋景定二年（1261年），妻張氏、楊氏，張氏生二子：必達、必敬，楊氏生一子：必恭。暫住海陽錢塘（今饒平錢東錢塘村），後遷往湯溪白水塘，最後在西瓜園（今饒洋西瓜園村）定居,是開基饒平的始祖。七十二世祖伯珪公，諡敦崇，生於明洪武三年（1370年），妻鍾氏，生五子：宗廣、宗亨、宗厚、宗華、宗源，繼妻鄒氏，生三子：宗教、宗疇、宗耿。宗廣公兄弟時稱八大房。其後派居饒平茂芝、饒洋、建饶、新塘上南淳新村、小榕乾子上、樟溪新民等地。
曾姓， 南宋年间，因元兵扰壤，不能安居，掌公，从福建宁化县石壁村徙汀州府上杭县胜云里乡，配洪氏，裔孫箴公，配郑氏，生一子，模。模公，字友益，随父由上杭县胜运里徙永定县金丰里太平寨(今龙岩永定下洋镇下洋)，是太平寨开基始祖。元末明初期間裔孫徙至漳州府平和县清凝里(今平和县九峰镇)，于明朝嘉靖年间，曾氏九世祖派下凉(二十一郎)房，从福建省平和县九峰石门楼迁徙饶平建饶镇下城村开村，并在这里繁衍生息。
游姓， 游氏来自福建。游氏山生三子分别定居福建永定、平和、诏安三县。其第三子游秀篆在福建诏安发石霞山创族（今秀篆），传至第8代游玉钦生二子，长子游长荣、次子游文耀，清乾隆二十年（1755）兄弟二人由诏安秀篆乡石霞村迁徙入潮，在竹山都上坑山乾（今潮阳河溪沟仔村）定居。兄弟二人又把祖居福建诏安父亲骨骸移来新乡与上坑交界的龟山龙首处安葬，奉为一世祖。后裔孙先后再分创汕头、潮阳、河溪镇、棉北街道、潮南、胪岗镇、成田镇、雷岭镇、沙陇镇、澄海澄城镇、南澳县、揭阳、揭东县、普宁、惠来、潮州湘桥、潮安、饶平建饶等镇。
吕姓， 北宋神宗熙宁年间（公元1068—1078年），吕万春迁至福建省汀州府宁化县石壁村。南宋后期，吕伯卅公由福建宁化迁至福建省漳州府诏安县秀篆河尾乡寨上园门口。明初，吕天淋由福建诏安秀篆河美村迁入今广东饶平县建饶中团村。
张姓， 明朝洪武（1368-1398）年间，张氏的祖先，原福建云霄张氏参议公传下的（诏安太平镇景坑）四世祖毅烈公派下的祖先，来到广东饶平建饶卓村，觉得鹰岽山下是开村谋生的好地方，寓意“卓越的村庄”而得名卓村。清朝康熙年间，福星楼八世祖张氏智光公来自（福建云霄派下的）福建诏安县官陂彩下村，现有人口156人，张氏祖祠匾刻“承德堂”。侨胞张文房之父于16世时迁往越南定居。
张姓， 张氏八世祖振凤公在嘉靖（1522-1566）年间，从福建省诏安县官陂镇坪寨村迁徙到广东饶平建饶镇杨梅坪村，在杨梅树下建房开村，因不忘老祖渊源来自坪寨，故而取村名为“杨梅坪”村。下辖1个自然村，现有户数132户，人口798人。
黄姓， 在明朝嘉靖（1522—1566）年间，黄氏祖先从福建云霄（溪口）迁徙到广东饶平建饶麻寮村，当时这里杂草丛生，到处长满树木和茅草，一片荒凉，祖先用茅草搭寮居住，故称茅寮，沿革后人取其谐音改名“麻寮”村。现在村委会设于此地。
江姓， 清乾隆年间，江氏九世祖生壹公从福建省诏安县霞葛镇井边村迁徙到广东饶平县狐狸洞村(今建饶镇和里洞村)，繁衍生息。
郑姓， 明朝初期，郑氏由今广东饶平黄冈楚巷迁入建饶镇黄村村。